# Itaberaí
Itaberaí este un oraș în Goiás (GO), Brazilia.